# Nialamide
Nialamide (Niamid, Niamide, Nuredal, Surgex) là một chất ức chế monoamin oxydase không chọn lọc, không thể đảo ngược (MAOI) của lớp hydrazine được sử dụng làm thuốc chống trầm cảm. Nó đã bị Pfizer rút từ nhiều thập kỷ trước do nguy cơ nhiễm độc gan.
Hoạt tính chống ung thư của nialamide đã được sử dụng để thiết kế pyridinolcarbamate.